# 11277 Ballard
11277 Ballard este un asteroid din centura principală de asteroizi.

## Descriere
11277 Ballard este un asteroid din centura principală de asteroizi. A fost descoperit pe 8 octombrie 1988 la Observatorul Palomar de Carolyn S. Shoemaker și Eugene M. Shoemaker. Asteroidul prezintă o orbită caracterizată de o semiaxă mare de 2,40 ua, o excentricitate de 0,24 și o înclinație de 22,8° în raport cu ecliptica.